# Haris (Salfit)
Pour les articles homonymes, voir Haris.
Haris, en arabe : حارس, est un village du gouvernorat de Salfit en Palestine. Il est situé à 24 kilomètres au sud-ouest de Naplouse au nord de la Cisjordanie.
Selon le recensement du bureau central palestinien des statistiques, la localité compte une population de 4 137 habitants en 2017.